# Isla Juani
La isla Juani ( Kisiwa cha Juani, en suajili ) es una isla del archipiélago de la Mafia ubicada en Jibondo, distrito de Mafia en la región de Pwani de Tanzania .  
Las ruinas de Kua, en la costa suroeste de la isla, son el único resto de un asentamiento medieval suajili en la isla. Se atribuye su construcción a un pueblo que existió en la isla y que fue gobernada por los portugueses y omaníes, seguido de un periodo independiente, la esclavitud y, finalmente, el abandono.  La isla es parte del Parque Marino de la Isla Mafia.
Los monumentos contienen evidencia de ocupación y comercio tempranos, incluso cerámicas islámicas y chinas de los siglos XIII y XIV y monedas de Kilwa en Tanzania continental. Informes portugueses del siglo XVI mencionan la enorme riqueza del pueblo Kua.  